# Winfried Flach

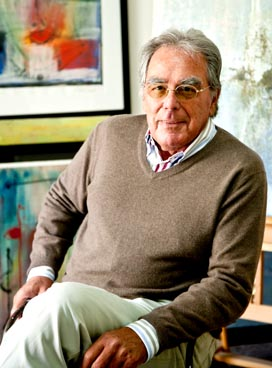
Winfried Flach

Winfried Flach (* 5. Februar 1933 in Falkenstein, Taunus) ist ein deutscher Maler und Bildhauer.

## Werdegang
Nach Kindheit, Schule Gymnasium Kronberg und Handelsschule Frankfurt machte er eine Ausbildung im elterlichen Lederwarenbetrieb bis zum Feintäschnermeister, ehe er für  Handelsfirmen im Management für  Einkauf und Design tätig wurde. Schon in der Schule wurde sein Maltalent durch die Kunstlehrerin Senkte gefördert und der Wunsch zu malen begleitete ihn immer.
Die Lust selbst mit Farben zu arbeiten und etwas zu gestalten wurde immer stärker, besonders faszinierten ihn die klaren und unverfälschten Farben Brasiliens und Kolumbiens.
Seit 1992 widmete er sich  nur noch der Malerei und Bildhauerei. Die ersten Jahre als freischaffender Künstler arbeitete er in Palm Beach, USA. Auf Mallorca, das ihm zur zweiten Heimat geworden ist, malt er seit 1998.

## Künstlerisches Schaffen
Die zentralen Aspekte des Malers Flach sind die Farben und das Licht. In seinen Bildern stellt er ungewöhnliche Farbkontraste gegenüber und lässt sie miteinander agieren. Er beschränkt sich nicht auf Farbfeldmalerei, vielmehr gibt er denen sich an den Rändern auflösenden Farben Spielraum und die Möglichkeit zur Interaktion. Die Tulpe war in seinen früheren Bildern stärker vertreten, in seinen späteren Arbeiten zeigt er sie weniger. Allerdings ist die Tulpe bei seinen Skulpturen nach wie vor ein Mittelpunkt. Die Komposition Eisen zu rosten und den Eisen-Tulpenkopf Hochglanz zu lackieren, stellt einen Kontrast dar, der immer wieder fasziniert.
Bei seinen großen Skulpturen will er mit Blick auf Probleme, Streit, Trennung, Integration und Rassismus den Weg zur Gemeinsamkeit darstellen. Mit seiner 2,40 m hohen Eisenskulptur „GET-TOGETHER“ bringt er das gut zum Ausdruck.
Im Jahr 2011 gewann das Bild „DOS“ den Kunstpreis „PALM AWARD“ der Galerie Art Domain in Leipzig.
Seine Werke charakterisieren sich vor allem durch die Spannung verschiedener Materialien. Zum Beispiel wird verrostetes Eisen von Lack und Edelstahl umhüllt, Eisen in Ölgemälde eingearbeitet oder es werden Eisenspänen und Kunststoff, in auf Holz erstellten Spachtelarbeiten integriert.
Ende 2013 hatte Flach einen TV-Auftritt zusammen mit dem bekannten Sänger und Künstler Rainhard Fendrich bei N24. Er erstellte vor der Kamera ein Werk für den Kunstadventskalender zum Thema Zukunft.

## Soziales Engagement
Winfried Flach war  Mittelpunkt Sozialer Veranstaltungen. Er hat Werke für wohltätige Zwecke gestiftet und Events für die Förderung von Kunst und Kultur organisiert:
- 2012 Musikschule in Capdepera
- 2013  Kunstadventskalender
- 2013 Zukunft für Kinder FIT4FUTURE

## Ausstellungen (Auswahl)
- Art-Center, Palm Beach (1995)
- Art und Golf, Capdepera (2000, 2006, 2010)
- Galerie Art Forum Riehen, Basel (2003)
- Galerie Art Domain, Leipzig (2005)
- Fundació Matthias Kühn, Palma (2007)
- Galerie Can Pinós, Palma (2007)
- Galerie Sailer, Santany (2008)
- Galerie Berlin, Palma (2011)
- Dorint Royal, Camp de Mar (2011)
- Galerie H.M. Höfer, Andratx (2012)
- Galerie Steiner, Wien (2013)